# Louis XVI (Nicolas Raggi)
Louis XVI est une fonte en bronze représentant le roi Louis XVI en costume de sacre et commandée en 1825 par la ville de Bordeaux, soutenue par le roi Charles X, à l'artiste néo-classique Nicolas Raggi. La statue de plus de douze tonnes est coulée en 1829 par Charles Crozatier mais le contexte historique et la succession des différents régimes ralentissent son érection, jusqu'à son installation au musée des Beaux-Arts de Bordeaux en mars 1878. Sous le régime de Vichy, le monument est déboulonné à la fin de l’année 1941 et fondu, dans le cadre de la mobilisation des métaux non ferreux.

## Description
Le monument est une statue pédestre en bronze, d’une hauteur considérable de 5,83 m, représentant le roi Louis XVI en costume de sacre, revêtu du grand manteau des cérémonies. La main droite du roi s’appuie sur son sceptre tandis que sa main gauche tient un grand chapeau de velours orné de plumes blanches tel que le portent les chevaliers du Saint-Esprit.
La statue repose initialement sur un piédestal à quatre faces, où sont gravées, sous forme de testament, les instructions données par le monarque au navigateur Jean-François de La Pérouse. 
Cette statue, remarquable par ses dimensions, était cependant « loin d’être un chef-d’œuvre architectural » selon les critiques d’art contemporains au monument.

## Historique

### Un projet hommage au «roi-martyr»
Lors de sa séance du 11 août 1821, la ville de Bordeaux, à majorité royaliste, vote le principe d’un monument à ériger à la mémoire du roi Louis XVI et de l’installer sur la place des Quinconces. C'est ainsi qu'en 1825, le roi Charles X adopte le projet d’une grande statue en bronze, sculptée par Nicolas Raggi.
Le 25 août 1826, jour de la Saint-Louis, la première pierre du piédestal est posée par la baronne d’Hausez, représentante de la dauphine Marie-Thérèse, marraine de la statue, coulée en 1829 à la fonderie de Charles Crozatier.
Après les Trois Glorieuses, entraînant la chute du roi Charles X, Louis-Philippe bloque le projet et remise la statue à la fonderie du Roule dans l’île des Cygnes, sur la Seine[source insuffisante]. 

### Une mise en place difficile
En 1833, le piédestal de la statue est démoli afin d'utiliser les marbres qui le recouvraient comme étal aux poissonneries des halles de Bordeaux. 
En 1869, à la demande du baron du Bosq, Napoléon III autorise l’envoi de la statue au musée de Bordeaux, tandis qu'une souscription paie les frais de transport : la statue voyage par train et arrive le 30 juillet 1869 à Bordeaux, où elle est d'abord déposée dans le jardin de la mairie. Le 4 septembre 1870, jour de la chute de l'empereur, la statue est mise à l'abri dans une baraque en bois.
Le vicomte Charles de Pelleport-Burète, maire de Bordeaux de 1874 à 1876, projette d'élever la statue dans le jardin municipal, mais il doit démissionner le 16 mars 1876 en raison de la victoire des républicains. La statue reste alors enfermée près de neuf ans dans son baraquement. Le 26 janvier 1877, le maire Émile Fourcand ordonne qu’une salle lui soit réservée ; l’architecte Auguste Dejean reçoit alors la mission d'établir les plans de l’aile méridionale du musée des Beaux-Arts de Bordeaux réservée à la statue. En mars 1878, elle prend enfin place dans l'arrière-salle du musée. 
La polémique s'installe et enfle rapidement : selon la rumeur, les républicains exigent que la salle accueillant la statue soit séparée par un rideau « qu’on ne lèverait qu’après avoir demandé aux visiteurs si la vue de l’effigie du roi ne les choquerait pas » tandis que les royalistes protestent contre l'installation de la statue dans la dernière salle du musée, laissant ainsi croire aux visiteurs que « le roi est à nouveau en prison ».

### Destruction sous le régime de Vichy
Le 27 octobre 1941, le conservateur du musée reçoit une lettre indiquant que, d’après la loi du 11 octobre 1941 sur la mobilisation des métaux non ferreux, la statue doit être fondue. Il intervient alors auprès d’Adrien Marquet, maire de Bordeaux et ancien ministre d’État du gouvernement de Vichy, qui lui répond « qu’il a la triste mission d’assumer, de défendre, sans espoir de succès, le patrimoine artistique de la ville, devant des ordres absolument stricts venus de Paris ».
Le lundi 29 décembre 1941, les ouvriers des deux entreprises chargées de démanteler la statue se présentent au musée. Le conservateur fait alors une dernière tentative et propose de faire réaliser l'œuvre en taille réduite, mais son projet est refusé. Le découpage de la statue s’achève à la fin février 1942 et rapporte plus de douze tonnes et demie de bronze,.